# Anwar al-Bunni
Anwar al-Bunni (arabisch أنور البني, DMG Anwar al-Bunnī; * 1959 in Hama) ist ein syrischer Rechtsanwalt und Menschenrechtsaktivist.

## Politische Tätigkeit und Verfolgung
Al-Bunni ist ein prominenter Befürworter demokratischer Reformen in Syrien. Seit den 1990er Jahren verteidigte er regelmäßig Menschenrechtsaktivisten und politisch Verfolgte in Verfahren vor dem syrischen Staatssicherheitsgericht. Er war Gründer des „Free Political Prisoners Committee“, Vorstandsmitglied des „Syrischen Zentrums für Rechtsstudien und Forschung“ und arbeitete an einer Verfassung für die Zeit nach Baschar al-Assad und dessen Baath-Partei.
Al-Bunnis Familie war seit Jahren Drohungen ausgesetzt und von den syrischen Sicherheitskräften überwacht worden. Als Disziplinarmaßnahme suspendierte die von der Baath-Partei kontrollierte Rechtsanwaltskammer von Damaskus wiederholt seine Anwaltszulassung und drohte mit der dauerhaften Entziehung. Ende 2005 drängten ihn Unbekannte im Auto von der Straße ab, verprügelten ihn und ließen ihn schwer verletzt zurück.
Mitglieder aus al-Bunnis Familie wurden seit den 1970er Jahren aufgrund ihrer oppositionellen Tätigkeit verfolgt. Nach seinen Angaben haben sie insgesamt über 60 Jahre im Gefängnis verbracht, davon allein seine Brüder Akram und Youssef Benni über dreißig Jahre.

## Inhaftierung
2006 war al-Bunni Mitunterzeichner der Beirut-Damaskus-Erklärung, in der 274 libanesische und syrische Intellektuelle zu einer Normalisierung der Beziehungen zwischen den beiden Staaten aufriefen. Daraufhin wurde er im Mai 2006 verhaftet, als er gerade einen Posten als Direktor des Zentrums für die Entwicklung der Zivilgesellschaft antreten wollte, das von der „Europäischen Initiative für Demokratie und Menschenrechte“ (EIDHR) der Europäischen Union mitfinanziert worden war. 2006 bezeichnete US-Präsident George W. Bush al-Bunni als politischen Gefangenen und rief die syrische Regierung vergeblich zu seiner sofortigen Freilassung auf.
Während der Untersuchungshaft war er mehrere Male schwerster Körperverletzung und Erniedrigung ausgesetzt.

## Verurteilung und Strafvollzug
Am 24. April 2007 wurde al-Bunni zu einer fünfjährigen Freiheitsstrafe wegen „Verbreitung staatsgefährdender Falschinformationen“ nach Art. 286 des syrischen Strafgesetzbuchs verurteilt. Er hatte Folter und schlechte Haftbedingungen in syrischen Gefängnissen angeprangert. Außerdem erhielt er eine Strafe von umgerechnet 2000 US-$, weil das Zentrum für die Entwicklung der Zivilgesellschaft keine offizielle Erlaubnis besessen habe. Das Zentrum wurde geschlossen, bevor es seine Tätigkeit aufnehmen konnte. Das Urteil wurde als Warnung an die Opposition gewertet.
Die Haftstrafe wurde im Gefängnis von Adra, etwa 40 km nördlich von Damaskus, vollstreckt. Es wurde von miserablen Haftbedingungen berichtet: So unterlag al-Bunni einem Schreibverbot und musste seine Zelle mit ca. 30 Mitgefangenen teilen, darunter auch wegen Tötungsdelikten Verurteilte. Durch Bewegungsmangel und hohe Luftfeuchtigkeit im Wüstenklima litt al-Bunni an Arthritis, so dass er nicht mehr normal gehen und stehen konnte. Trotzdem durfte er nur die für ihn schwer erreichbare obere Liege eines Etagenbettes nutzen.
Am 13. Mai 2007 wurde al-Bunnis Ehefrau Ragheda Issa Refki von ihrem Posten in der Verkehrsverwaltung entlassen. 2008 nahm sie stellvertretend für ihren Ehemann von der irischen Präsidentin Mary McAleese den „Front Line Award for Human Rights Defenders at Risk“ entgegen, der al-Bunni verliehen worden war.
Am 17. Dezember 2009 wurde al-Bunni mit dem Menschenrechtspreis des Deutschen Richterbundes ausgezeichnet. Stellvertretend für ihn nahm sein Bruder Kamal Albinni den Preis entgegen und wurde von Bundespräsident Horst Köhler empfangen.
Nach vollständiger Verbüßung der Strafe wurde al-Bunni am 22. Mai 2011 aus dem Gefängnis entlassen.

## Flucht nach Deutschland und Aktivist gegen Kriegsverbrecher
2014 gelang Anwar al-Bunni mit seiner Frau die Flucht nach Deutschland, wo er in einer Berliner Erstaufnahmeeinrichtung unterkam. Dort begegnete ihm sein Folterer, Anwar Raslan, ein Oberst der syrischen Geheimdienste, der als Chef eines Kommandos al-Bunni im Jahr 2006 in ein Gefängnis hatte bringen lassen, wo er gefoltert und fast umgebracht wurde. Danach begann al-Bunni in Facebook und über andere Kontakte nach Zeugen für Menschenrechtsverletzungen in Syrien zu suchen.
Anwar R. wandte sich nach seiner Flucht an die deutsche Polizei, weil er sich von syrischen und russischen Geheimdiensten verfolgt und bedroht fühlte. Bei seiner Aussage erzählte er freimütig, er sei ein wichtiger Mann in Syriens Foltersystem gewesen. Wegen dieser Taten und aufgrund seines unfreiwilligen „Geständnisses“ wurden er und ein weiterer Angeklagter ab dem 23. April 2020 am Koblenzer Oberlandesgericht im Rahmen des sogenannten Al-Khatib-Prozesses angeklagt. Damit mussten sich zum ersten Mal weltweit Funktionäre der Assad-Regierung für Staatsfolter verantworten.
In der arabischen Welt traf der Prozess auf ein großes Interesse. Dem hat das Bundesverfassungsgericht in einem Eilantrag am 21. August 2020 Rechnung getragen, das Prozessgeschehen nicht nur für die Angeklagten und ihre Anwälte simultan übersetzen zu lassen, sondern auch den Pressevertretern „gleichberechtigten und reellen Zugang“ zum Gerichtsverfahren zu ermöglichen.
In Berlin hat al-Bunni das Syrische Zentrum für Rechtswissenschaften und Forschung gegründet. Hier verfolgen er und die übrigen Aktivisten Mörder und Folterer aus Syrien. Sie tragen Informationen (Namen, Fotos, Dienstgrade und Anweisungen) zusammen, damit die Täter zur Verantwortung gezogen werden können.